# 两面人
两面人或两面派，中国共产党对某些党员的特定称谓，多以其定义在政府内担任官职的贪腐党员，以及党内反共主义者。

## 官方定义
根据2018年版《中国共产党纪律处分条例》第五十一条的定义，“对党不忠诚不老实，表里不一，阳奉阴违，欺上瞒下”，即是“搞两面派，做两面人”，对两面派、两面人“情节较轻的，给予警告或者严重警告处分；情节较重的，给予撤销党内职务或者留党察看处分；情节严重的，给予开除党籍处分。”党员处分时，两面人被视为严厉的措辞。2018年2月，中共中央宣传部原副部长、中央网信办原主任鲁炜落马时，即定性为“对党中央极端不忠诚”的“典型的‘两面人’”。

## 成因
在中国共产党一党专政、党领导一切的政治体系下，政府官员通常兼有中共党员身份。加入中国共产党，几乎是成为公务员的必经之路。因此入党可能含有投机成分，而非信仰中共本身。政府机构中的两面人是普遍现象。无论是学生党员或担任公职的党员，持有反共思想者亦为常见。知名党员公开表达反共情绪亦非个案，例如毕福剑酒桌唱戏事件，以及任志强批评党媒姓党事件。
有文章指，产生两面人的原因，有人性因素，更是政治制度制约不足的结果，包括考核、监督机制的缺位。香港《东方日报》指出，中共党内更多是隐形两面人，中共现有八千多万党员，究竟有多少两面人，“恐怕只有‘神知道’”。如果按《中国共产党章程》之标准，每年查处数万名贪官，就等于每年揭发数万名“两面人”。
2017年10月，中共中央总书记习近平中共十九大报告中提出“坚决反对搞两面派、做两面人”的观点。2018年1月，中纪委提出清除党内两面人、两面派，是2018年反腐的新动向。王丹认为习近平提出打击两面人的原因，是为提高党内各级官员忠诚度，以巩固权力。

## 范围延伸
“两面人”一词除称呼支持新疆独立的党员干部外，亦包括支持新疆独立的宗教人士、企业家等各类群体，此外，还可指在中国大陆赚钱同时支持台湾独立的台湾人士。2021年4月央视《焦点访谈》节目中，李亨利案的被告——外籍华裔商人李亨利与中华人民共和国政府官员接触时表现为“爱国商人”，日常则是反共、反中分子，以推翻中华人民共和国政府为政治理想。故节目报道将他定义为“典型的两面人”。
中共中央黨校黨建部教授劉玉瑛2021年5月3日在微博上發布一條評論加拿大醫療福利的貼文，她稱讚加拿大的醫療福利，完全是全民平等，結果引來一些中國網民批評。有網民翻查劉玉瑛的舊貼文，發現她曾經讚賞民國時期的中國大師輩出，“如蔡元培、陈寅恪、梁漱溟、闻一多、鲁迅、梁启超等，谁能告诉我为什么解放后60多年中国仅出大官，不出大师？”，卻批評1949年後的中國僅出大官；劉玉瑛又曾經批評中國的特色是「執政者，皇權思維；沒執政者，革命思維」；劉玉瑛甚至轉發過一則微博，內容是：“开心每一天，从看标语开始。标语的内容是：哪裡有黨員，哪裡就有災情”。一微博用户认为劉玉瑛是徹頭徹尾的「兩面人」，迫使劉玉瑛在5月6日刪除舊貼文和停止更新個人微博。学者吴祚来认为劉玉瑛“能够替老百姓说话，还是良心未泯，还是一个追求公平正义的教授。这些小粉红真是‘狗咬吕洞宾，不识好人心’”